# Obelisco de Treinta y Tres
El obelisco de Treinta y Tres es un monumento erigido en la ciudad uruguaya de Treinta y Tres, en homenaje a los primeros fundadores de la ciudad, realizado por el arquitecto Jorge Geille en  1954.

## Características
Es una construcción de 45 metros de altura. 
En cada una de sus caras, el obelisco de Treinta y Tres tiene un símbolo que identifica a los fundadores.
La cruz representa la fe del sacerdote José Reventós, la bandera con una espada por asta representa el símbolo del militar Dionisio Coronel, y en  la cara que mira hacia la ciudad posee una ninfa realizada en bronce que simboliza el río comarcano: el Olimar.